# The Misfit of Demon King Academy
The Misfit of Demon King Academy: History's Strongest Demon King Reincarnates and Goes to School with His Descendants (яп. 魔王学院の不適合者　〜史上最強の魔王の始祖、転生して子孫たちの学校へ通う〜 мао: гакуин но футэкиго:ся сидзё: сайкё: но мао: но сисо, тэнсэй ситэ сисонтати но гакко: э каё:, «Непригодный для Академии Владыки Демонов ～Сильнейший в истории владыка демонов-прародитель перерождается и идёт в школу потомков～»), часто сокращаемое просто до The Misfit of Demon King Academy (яп. 魔王学院の不適合者 мао: гакуин но футэкиго:ся) — ранобэ, написанное Сю и иллюстрированное Ёсиморо Сидзумой. С 2017 года публикуется на любительском сайте Shōsetsuka ni Narō. С марта 2018 года серию публикует издательство ASCII Media Works под импринтом Dengeki Bunko.
Ранобэ было адаптировано в виде манги автора Каяхарука, которая выходила в цифровом виде с июля 2018 года по 2021 год. С июля по сентябрь 2020 года транслировалась аниме-экранизация, созданная студией Silver Link.
6 марта 2021 вышла информация об анонсировании 2 сезона аниме. 8 января 2023 года вышла 1-я часть 2-го сезона аниме, а 24 сентября 2023 она была завершена. 2-я часть экранизации 2-го сезона же выходила в период с 12 апреля 2024 по 12 июля 2024, покрыв в итоге 6 томов ранобэ. На данный момент больше никакой информации о выходе 3-го сезона нет.

## Сюжет
Король демонов Анос решает сохранить мир между людьми и демонами, путём создания магических стен, для которых требуется самопожертвование. После этого он перерождается через 2000 лет и обнаруживает, что между демонами и людьми всё ещё есть вражда. Его приглашают на учёбу в академию короля демонов, где среди всех демонов ищут нового короля. За это время магия в мире сильно ослабела. Собираясь вернуть себе место короля демонов, он начинает учёбу в академии, вот только современные методы не позволяют измерить его силу, из-за чего ученики и учителя считают Аноса самым слабым в своём классе.

## Персонажи
Анос Волдигоад  (яп. アノス・ヴォルディゴード Аносу Ворудиго:до) — главный герой, бывший королем демонов 2000 лет назад. Желая жить в более мирное время и остановить войну между людьми и демонами, он провел магический ритуал, позволивший ему переродиться. Он сохранил все свои силы (только 1/10 сохраняется после перерождения (так было в аниме)) и знания после перерождения, что позволило ему уже в возрасте 1 месяца поступить в академию.
Сэйю: Тацухиса Судзуки (первый сезон); Юитиро Умэхара (второй сезон)
Миша Некрон (яп. ミーシャ・ネクロン Ми:ся Нэкурон)
Сэйю: Томори Кусуноки
Саша Некрон (яп. サーシャ・ネクロン Са:ся Нэкурон)
Сэйю: Юко Нацуёси

## Медиа

### Ранобэ
Веб-роман начал издаваться в интернете в апреле 2017 года на любительском сайте Shōsetsuka ni Narō. Позже произведение было приобретено издательством ASCII Media Works и опубликовано в виде ранобэ с марта 2018 года под импринтом Dengeki Bunko.

### Манга
Манга-адаптация с иллюстрациями Каяхаруки издавалась онлайн на сайте Manga Up! издательства Square Enix с июля 2018 года. В 2021 году дальнейший выход манги был отменён из-за состояния здоровья автора. К этому моменту было выпущено 4 тома истории.

### Аниме
В октябре 2019 года на Dengeki Bunko Aki no Namahōsō Festival состоялся анонс аниме-адаптации. 10 января 2020 года стало известно, что за экранизацию отвечает студия Silver Link под руководством режиссёров Сина Онумы и Масафуми Тамуры по сценарию Дзина Танаки, за дизайн персонажей — художник Кадзуюки Ямаёси, а музыкальное сопровождение — Кэйдзи Инай.
Аниме изначально должно было выйти в апреле 2020 года, но было отложено на июль. Причиной стали проблемы в производстве, возникшие из-за пандемии COVID-19.
6 марта 2021 вышло решение о выходе 2 сезона аниме.
В январе 2023 года вышла 1-я часть 2-го сезона аниме, завершившись в сентябре того же года. 2-я часть экранизации 2-го сезона же выходила в период с 12 апреля 2024 по 12 июля 2024, покрыв в итоге 6 томов ранобэ. На данный момент больше никакой информации о выходе 3-го сезона нет.

## Критика
В превью аниме критики Anime News Network обратили внимание, что оно вышло на волне популярности произведений в жанре исэкай, когда сюжеты про гарем в школе магии уже вышли из моды. Во многом аниме схоже с вышедшем ранее The Irregular at Magic High School. А главный герой оказывается полной противоположностью Акуто Саи из Demon King Daimao. Он с самого начала осознает свои силы и уже является королём демонов. К сюжету же возникает очень много вопросов «почему?».
В то же время аниме отлично выполнено с технической стороны.

## Примечание
1. 1 2  Hodgkins, Crystalyn. Maō Gakuin no Futekigōsha Light Novels Get TV Anime (англ.). Anime News Network (6 октября 2019). Дата обращения: 19 мая 2025. Архивировано 7 августа 2020 года.
2. ↑  Loo, Egan. The Misfit of Demon King Academy Anime Replaces Lead Voice Actor Tatsuhisa Suzuki With Yuichiro Umehara (англ.). Anime News Network (12 декабря 2021). Дата обращения: 19 мая 2025.
3. 1 2 3  Pineda, Rafael Antonio. The Misfit of Demon King Academy TV Anime Unveils More Cast, Staff, April Premiere (англ.). Anime News Network (10 января 2020). Дата обращения: 19 мая 2025. Архивировано 11 января 2020 года.
4. 1 2  Pineda, Rafael Antonio. The Misfit of Demon King Academy Manga Canceled Due to Author's Illness (англ.). Anime News Network (10 июля 2021). Дата обращения: 12 июля 2021. Архивировано 12 июля 2021 года.
5. ↑  The Misfit of Demon King Academy TV Anime Delayed to July Due to COVID-19 Coronavirus (Updated). Anime News Network (28 февраля 2020). Дата обращения: 28 февраля 2020. Архивировано 27 марта 2020 года.
6. 1 2 3 4 5  The Summer 2020 Preview Guide - The Misfit of Demon King Academy (англ.). Anime News Network (4 июля 2020). Дата обращения: 5 июля 2020. Архивировано 6 июля 2020 года.